# Salmon (personaje bíblico)
Salmón (en hebreo: שַׂלְמָ‎) es un personaje de la Biblia. Su nombre puede ser pronunciado Salmón o Salmah.
Era hijo de Naasón y se casó con Rahab de Jericó, con la que tuvo a Booz. Salmón se menciona en 1Crónicas 2:10-11, Ruth 4:20,21 y Mateo 1:4.
Según el Éxodo, de los que tenían al menos veinte años de edad al salir de Egipto, sólo Caleb y Josué cruzarían el río Jordán.